# Tomobella andasibe
Tomobella andasibe är en spindelart som först beskrevs av Maddison, Zhang J. 2006.  Tomobella andasibe ingår i släktet Tomobella och familjen hoppspindlar. Inga underarter finns listade i Catalogue of Life.